# Elvira Ceballos
Elvira Ceballos (La Falda, Córdoba, 16 de març de 1949 - Córdoba (Argentina), 6 de setembre de 2019) va ser una pianista, pedagoga i compositora argentina.

## Biografia
Els primers anys de la seva infància van ser decisius de cara a la seva posterior formació com a músic: els seus pares tenien una pista de ball i durant molt de temps va estar rodejada d'una intensa activitat musical. A més a més, explica: "Els meus pares em van permetre ser independent desde ben petita i van donar suport al meu interès vers la música en tot moment. Això em va fer créixer forta i segura de mí mateixa".

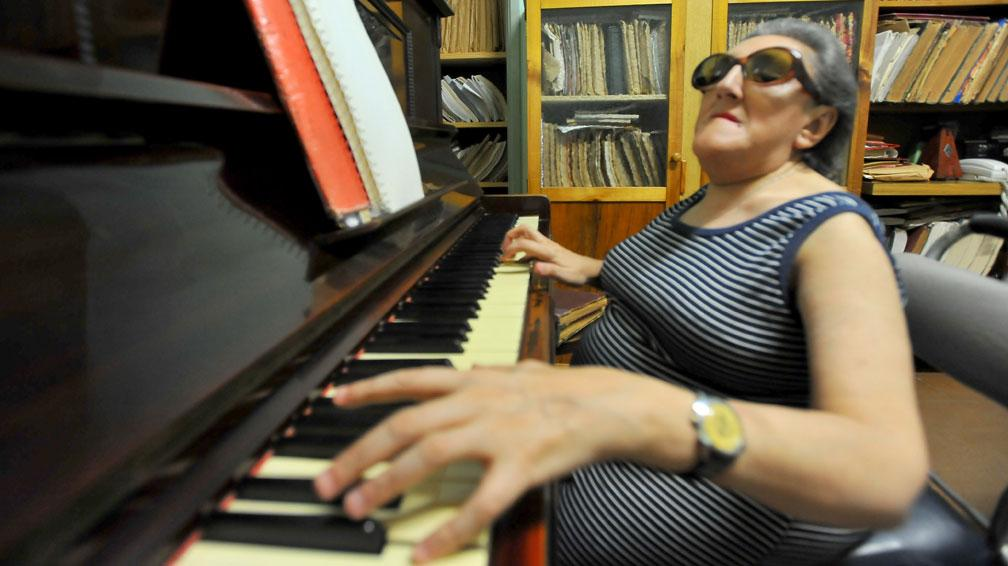
Elvira Ceballos

Els primers anys amb el piano van ser molt experimentals. Sovint feia petites composicions basades en el seu estat d'ànim. "La música -diu Elvira- és una font de serenitat en les hores de confusió. M'aporta alegria en les hores de massa inquietud i m'aporta calma en les hores de molta efusitivat. El piano aconsegueix alliberar-me en el moment en què començo a tocar-lo. És ben bé com una cambra d'aire que em sosté, que m'eleva i em fa volar fins l'eteri. He nadat, he volat i durant una estona he descobert la plena llibertat".

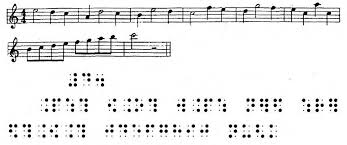
Exemple de música en tinta i en Musicografia Braille

"De les mans -diu Elvira- s'han d'extreure i aprofitar tots els sentits". Quan es refereix a la seva ceguesa i a la seva professió manté una idea ben clara: "Quan una persona es capacita, deixa de ser discapacitada. El cec no ha de primar la seva ceguesa sobre l'activitat. Si jo soc músic el que he d'oferir al meu públic és art, no discapacitat".
Des de l'any 2008, degut a la progressió de la malaltia òssia, va quedar en cadira de rodes. Però novament la seva actitud és un gran exemple: "La vida és una barreja de moltes emocions. No sento la necessitat de patir quan començo quelcom nou, ho faig amb una humil alegria i diversió. Inclús em diverteix veure'm en la cadira de rodes, sobretot per com ho viu l'entorn que em rodeja".

## Projectes artístics i pedagògics a Llatinoamèrica
Des dels 14 anys Elvira realitza una tasca pedagògica molt important com a mestre de guitarra, piano i professora superior de Cant. Entre els seus alumnes, n'hi ha que son vidents i també no-vidents que provenen de diverses ciutats de l'Argentina com San Francisco, Villa Dolores i del sud del país. Gràcies al seu coneixement de la Musicografia i en certa manera, l'escriptura convencional en tinta; és capaç d'ensenyar lliçons de solfeig mentre realitza els acompanyaments amb el piano. Durant molts anys, va compaginar aquesta tasca amb els estudis superiors en el conservatori. Elvira comenta "El mestre que ensenya no és perquè sàpiga...siguem joves com adults, mai s'acaba d'aprendre del tot i a més a més cada un dels alumnes et deixa una sèrie de valors que et sumen com a docent. S'han d'aprofitar els talents, multiplicar-los i ajudar que altres els multipliquin".
El primer CD,El Séptimo Sentido, es va editar en 1999 per UCORCI i l'Associació dels Amics de la Biblioteca de Cecs. En aquest disc, Elvira té una destacada participació com a pianista. El seu segon treball discogràfic fou Entre Ángeles y Duendes en el que acompanya a la cantant María Teresa Olmos. A més a més va participar com artista invitada en diversos discs com "Ey Paisano", "Mensaje de mi alma" i "RADIO AM" de Raly Barrionuevo i en actuacions amb el grup Brisas del Norte.Mi vida toda és l'últim treball d'aquesta compositora, on s'expressa com a solista amb obres pròpies i del cançoner folklòric argentí. En aquest CD editat entre 2010 i 2012 podem apreciar la senzillesa i calidesa característica dels seus treballs musicals: En aquest CD es reuneixen alguns dels bells paisatges de la meva infància, el meu creixement, la meva joventut... de tota la meva vida...